# The Hickey Underworld
The Hickey Underworld est un groupe belge de rock, originaire d'Anvers, en région flamande. Remarqués grâce à des chansons comme Blonde Fire ou encore Future Words, le jeune groupe de rock est composé du chanteur et guitariste Younes Faltakh, du guitariste Jonas Govaerts, du bassiste Sebastiaan Weyler et du batteur Jimmy Wouters.

## Historique
Depuis leur victoire au Humo’s Rock Rally en 2006, le tremplin rock le plus prestigieux de Belgique, ils multiplient les succès. Ils ont ainsi pu jouer avec des groupes comme The Bronx, Das Pop, MC5, Dinosaur Jr. et dEUS les a même invité à faire leur première partie pour quelques dates françaises de leur tournée. 
Leur premier album éponyme, The Hickey Underworld, est sorti en 2009, et est produit par Das Pop. Il est enregistré à Bruxelles et Stockholm, et décrit par le magazine belge Humo comme étant à la fois dur, mélodique et rythmé. Le single Future Words a eu un beau succès sur Studio Brussel, une radio belge, suivi de Mystery Bruise et Slumber Inc. De même pour Blonde Fire, qui est tiré de l'album.
En 2012, le groupe publie son deuxième album studio, I'm Under the House, I'm Dying. Ils publient la même année, la vidéo du morceau The Frog, tiré de l'album. Encore trois ans plus tard, en 2015 sort leur troisième opus, Ill, chez PIAS.

## Discographie

### Albums studio
- 2009 : The Hickey Underworld
- 2012 : I'm Under the House, I'm Dying
- 2015 : Ill

### Singles
- 2008 : Mystery Bruise
- 2009 : Future Words
- 2009 : High On a Wire
- 2009 : Blonde Fire
- 2012 : Whistling
- 2015 : The Frog
- 2015 : High School Lawyer